# Katarína Vadovičová
Katarína Vadovičová est une karatéka canadienne surtout connue pour avoir remporté la médaille d'or en kata individuel féminin aux championnats panaméricains de karaté 2006 organisés à Saint-Domingue, en République dominicaine.

## Résultats
| Résultat           | Date             | Épreuve         | Catégorie | Compétition                     | Ville hôte                                |
| ------------------ | ---------------- | --------------- | --------- | ------------------------------- | ----------------------------------------- |
| Médaille d'argent  | Mai 2005         | Kata individuel | Seniors   | Championnats panaméricains 2005 | Buenos Aires, en Argentine                |
| Médaille d'or      | 2006             | Kata individuel | Seniors   | Championnats panaméricains 2006 | Saint-Domingue, en République dominicaine |
| Médaille de bronze | Mai 2008         | Kata individuel | Seniors   | Championnats panaméricains 2008 | Caracas, au Venezuela                     |
| 5e place           | 14 novembre 2008 | Kata individuel | Seniors   | Championnats du monde 2008      | Tōkyō, au Japon                           |
| Médaille de bronze | Mai 2009         | Kata individuel | Seniors   | Championnats panaméricains 2009 | Curaçao                                   |